# Moralitás-érv
Isten létezését bizonyító moralitás-érv, az abszolút erkölcs létezésére alapoz. Ennek intuitív megfogalmazását megtaláljuk Dosztojevszkij Karamazov testvérek című regényében, amikor Iván Karamazov kijelenti: Ha nincs isten, akkor mindent lehet. Ebből közvetlenül következik, hogy mivel nem lehetséges minden, Istennek léteznie kell. Azaz az objektív erkölcsi törvények létezése megköveteli egy objektíve létező törvényhozó létezését is, mint ahogy a polgári társadalomban is létezik törvényalkotó és törvényalkalmazó (állam).
Immanuel Kant A gyakorlati ész kritikája című művében a moralitás elvének egy merőben más magyarázatát adja. Azt írja, nem az erkölcsi normák vélt létezését szükséges megmagyarázni, hanem inkább az ember tetteinek vélt és felmentő megítélésének szükségességét az erkölcsi normáknak megfelelően. Mivel ez nem valósul meg ebben az életben, kell hogy legyen egy másik élet, ahol ez teljesül, és isteni hatalom gondoskodik erről. Tehát ha az ember nem hisz ebben a másik életben, ahol a rossz kijavításra kerül, nincs motivációja, ami arra késztetné, hogy jóra törekedjen.

## Kritikája
Az érv első számú kritikája az a történelmi és etnológiai tény, hogy objektív erkölcsi normák sosem léteztek az emberiségben. Minden társadalom értékrendje viszonylagos. Bizonyos dolgok főbenjáró vétségnek számítanak egy bizonyos kultúrkörben, míg máshol ugyanez akár elvárás is lehet. Az emberi társadalmak morálja és erkölcsei válaszok azokra a kihívásokra, amelyekkel szembenéz. Néhány példa az objektív erkölcs nemlétére:
- A spártaiak híres-hírhedt eljárása a Taigetosz-hegyen.
- A vadász–halász–gyűjtögető életmódú közösségekben nemcsak elfogadott, de egyenesen kívánatos a fölös számú gyermek megölése, akiknek ellátása nem biztosítható.
- Az előzőhöz hasonlóan az eutanázia is bevett gyakorlat (volt) sok természeti népnél.
- Földrajzilag és történetileg sokszor és sok helyen létezett a kannibalizmus szokása – különböző okokból, akár rendszeres táplálékkiegészítésként, akár rituális tevékenységként.
- Az emberölés tilalma – amiről sokan úgy hiszik, általános emberi törvény – sok társadalomban nem létezik. Ezeknél legfeljebb a bosszú „intézménye” fejlődött ki. A gyilkosság még az európai kultúrkörben sem volt minden körülmények közt elítélendő, ha bizonyos keretek között maradt. Így például a gladiátorjátékok és bármilyen életre-halálra szóló küzdelem, mint a párbajok nem számítottak büntetendő cselekedetnek.

A fentiek alapján a morális érv csak bizonyos társadalmakra alkalmazható, amelyeknél azonban nem isteni törvényként van jelen, hanem a társadalomfejlődés adott útján spontán jött létre.
A Kant-féle motivációs elképzelés pszichológiai vonatkozásaiban általában igaz az emberiségre. Szintén a történelem mutatja meg, hogy a bevett erkölcsi normák betartása a legtöbb embernél csak akkor működik, ha van olyan törvény és végrehajtó hatalom, amely azok betartását ellenőrzi, be nem tartását bünteti. Amit a törvények nem tiltanak és ami miatt nem fenyeget büntetés, azt az emberek megteszik. Hasonlóképp a tömeglélektan arra is rámutat, hogy nagyobb csoportokban, ahol a büntetés elkerülésének nagy az esélye, szintén fellazul az erkölcsi normák visszatartó ereje. Példa erre, hogy miként viselkedik a tömeg futballmeccseken vagy tüntetéseken. Amikor az 1930-as években Németországban – vagy korábban a világon bárhol – a zsidókkal szemben elkövetett rablást vagy gyilkosságot a törvény nem büntette, megszaporodtak az ilyen esetek.
Azonban a Kant-féle érvelés hibája a fenti példákból is azonnal látható: a tömegekben sem mindenki viselkedik agresszíven és Németországban sem mindenki vett részt a pogromokban. Az emberek egy részénél nem kell büntetést kilátásba helyezni a törvény betartásához, mert magáénak tekinti és anélkül is tartja magát hozzá.